# يوم جيش جمهورية إيران الإسلامية
يوم جيش جمهورية إيران الإسلامية (الفارسية): روز ارتش جمهوری اسلامی ایران) هو يوم وطني لإيران، يتم الاحتفال به سنويًا في 18 أبريل. يتم الاحتفال بيوم الجيش الإيراني منذ عام 1979.

## تاريخ
في 8 أبريل 1979 التقى آية الله الخميني بجنود القوات المسلحة الإيرانية الذين قدموا مساهمة لا تقدر بثمن في انتصار الثورة. في 18 أبريل 1979، حدد المرشد الأعلى السابق لإيران، روح الله الخميني، يوم 18 أبريل عيدًا للجيش، خلال خطاب ألقاه أمام الشعب يدعو إلى العروض العسكرية لإظهار الاستعداد العسكري للبلاد.

## احتفالات
تقدم الحكومة الإيرانية عرضًا للقوة العسكرية في يوم الجيش الإيراني من خلال مسيرات كل 18 أبريل، وغالبًا ما تُظهر تقنيات دفاعية جديدة. كما يشارك قدامى المحاربين في الجيش والجنود النشطين وجنود الاحتياط في العرض الذي يقام سنويًا. يقام العرض أمام ضريح روح الله الخميني.

## معرض الصور

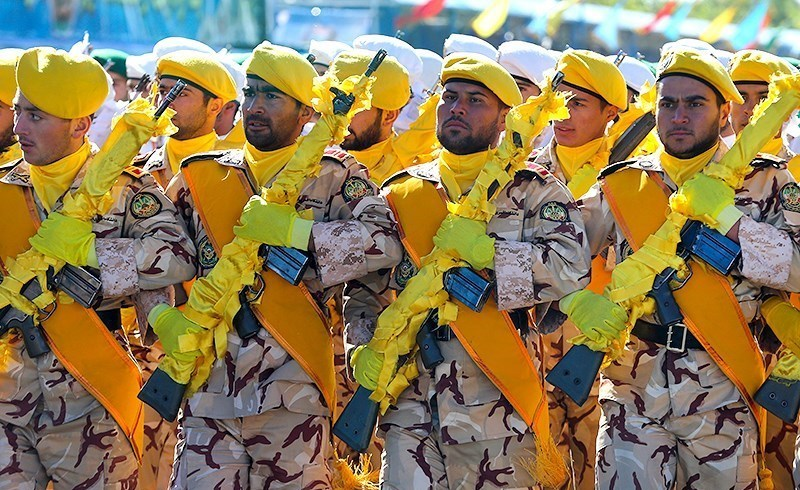
جيش الجمهورية الإسلامية الإيرانية
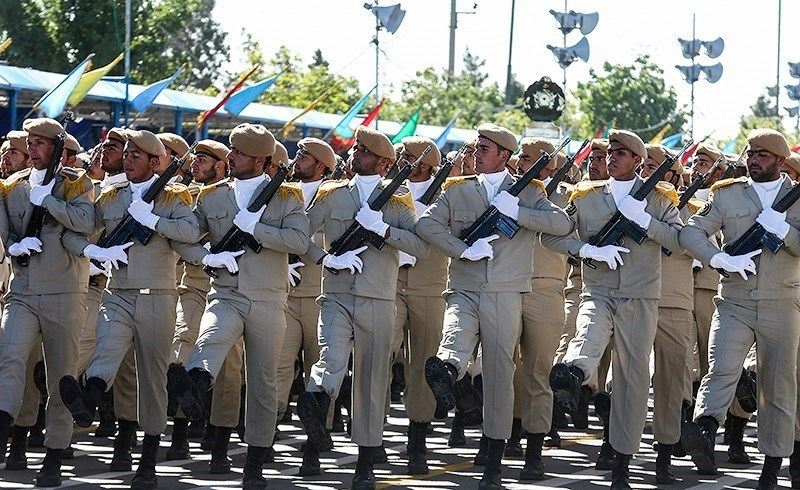
جيش الجمهورية الإسلامية الإيرانية
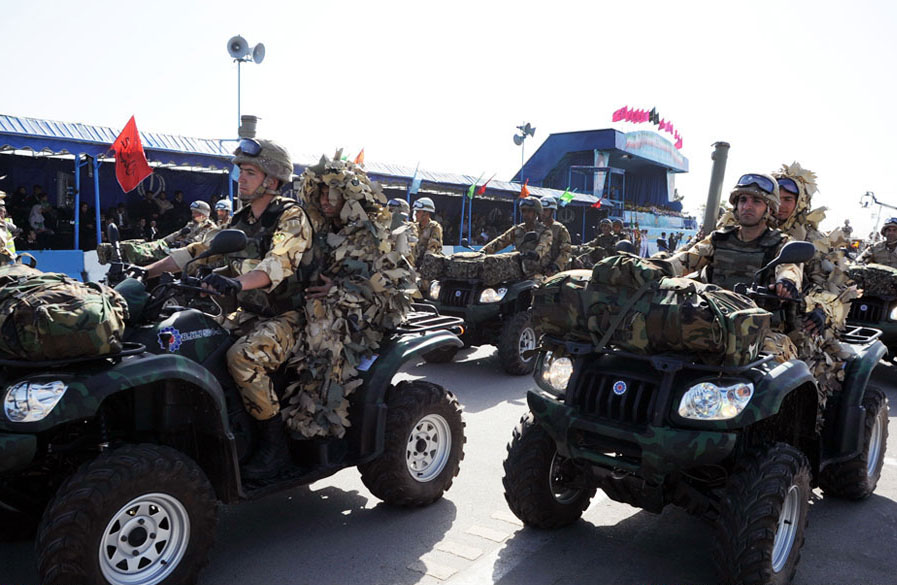
جيش الجمهورية الإسلامية الإيرانية
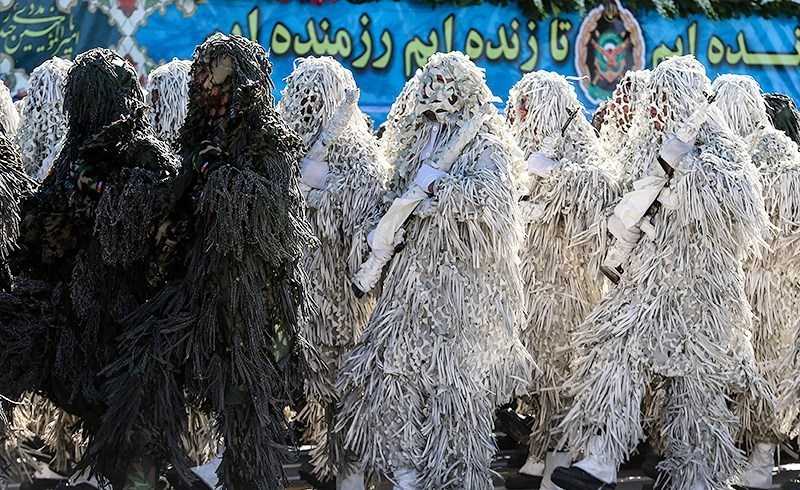
جيش الجمهورية الإسلامية الإيرانية
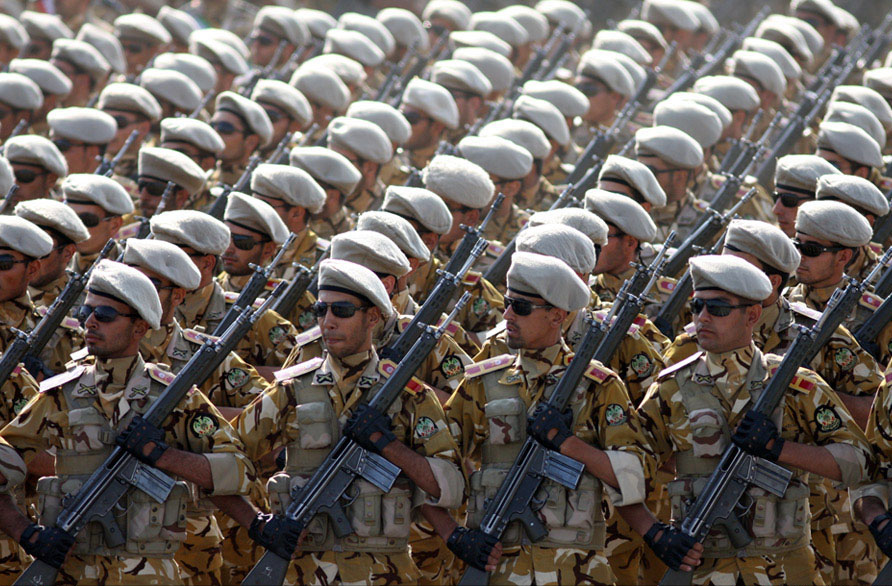
جيش الجمهورية الإسلامية الإيرانية
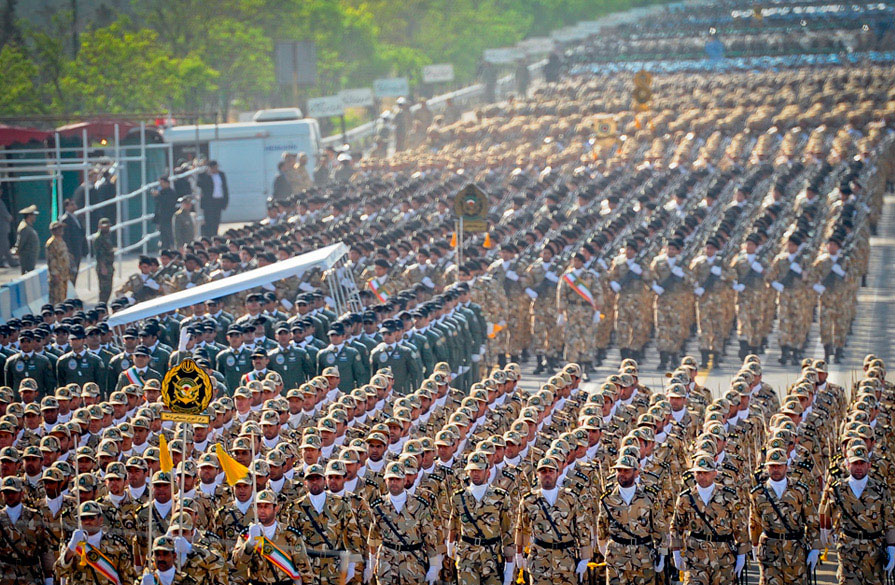
جيش الجمهورية الإسلامية الإيرانية